# 古今亭大五朗
古今亭 大五朗（1985年8月15日 - 2014年1月11日）は元落語家。本名∶佐藤 岳志。出囃子は『人間っていいな』。

## 経歴
2006年、初代古今亭志ん五に入門。前座名だん五。
2009年、春風亭正太郎、三遊亭玉々丈と共に二ツ目昇進。2010年、志ん五死去に伴い六代目古今亭志ん橋門下へ移籍。
2012年、廃業。

## 芸歴
- 2006年 - 初代古今亭志ん五に入門、前座名は「だん五」。
- 2009年 - 二ツ目昇進。
- 2010年 - 志ん五死去に伴い六代目古今亭志ん橋門下へ移籍。
- 2012年 - 廃業。